# Everhard III van Franken
Everhard III van Franken (~885 - 2 oktober 939), uit het geslacht van Konradijnen, was de jongere broer van koning Koenraad I van Franken, beide zonen van de in 906 bij Fritzlar gesneuvelde Koenraad de Oudere.
Na de dood van zijn oudere broer in december 918 werd hij hertog van Franken, waar hij vanaf 914 al markgraaf was. Vanaf 913 was hij graaf van de Hessengouw en de Perfgouw, vanaf 918 graaf van de Oberlahngouw. Tussen 926 en 928 was hij ook hertog van Lotharingen.

## Leven
Everhard ondersteunde het koningschap van zijn broer actief, vooral tegen de hertogen Arnulf I van Beieren en Hendrik de Vogelaar. Op zijn sterfbed riep Koenraad alle hertogen bij zich in Forchheim. Daarbij kwam Hendrik de Vogelaar niet opdagen. Volgens Widukind van Corvey drong Koenraad er bij Everhard op aan om elke neiging om zelf het koningschap over te nemen te onderdrukken. Ook gaf hij hem opdracht om de scepter, kroon en andere rijksinsigniën over te brengen aan Hendrik de Vogelaar, die daarmee de eerste zou zijn geweest die volgens het principe van designatio, geschiktheid, aangewezen werd als koning van Oost-Francië. Er wordt tegenwoordig getwijfeld aan de versie van Widukind en gedacht wordt dat dit een van de legendes is die de Liudolfingen in de wereld hebben gebracht. Hoewel Hendrik de Vogelaar lange tijd zijn tegenstander was geweest, zou Koenraad dit als de enige manier hebben beschouwd om de langdurige strijd tussen Saksen en Franken tot een einde te brengen en te voorkomen dat het rijk uiteen zou vallen in kleinere vorstendommen. Op de Rijksdag van mei 919 in Fritzlar werd de keuze bevestigd door de hertogen en werd de eerste Saksische koning gekozen.
Everhard bleef loyaal aan koning Hendrik en in 926 werd hij door deze aangesteld als hertog van Lotharingen om orde op zaken te stellen in dit net veroverde gebied. Everhard wist dit snel voor elkaar te krijgen. In 928 huwde Gerberga van Saksen, de dochter van Hendrik, met Giselbert II van Maasgouw. Het hertogdom Lotharingen was de bruidsschat, zo speelde hij zijn titel als hertog van Lotharingen kwijt.
Na de dood van Hendrik in 936 kwam Everhard al snel in conflict met diens zoon en opvolger Otto I. In 937 belegerde hij de burcht Helmern bij Peckelsheim, gelegen in het Frankenhertogdom, dicht bij de grens van het Saksenhertogdom. Er was een garnizoen Saksen onder burchtheer Bruning die weigerde manschap af te leggen aan de niet-Saksische Everhard. Otto beval alle betrokkenen om naar Maagdenburg te komen, waar Everhard een boete kreeg en zijn hoofdlieden moesten publiekelijk dode honden ronddragen, een bijzonder onterende straf.
Woedend sloot Everhard zich aan bij Otto's tegenstanders, en begon in 938 een opstand met Otto's oudere halfbroer Thankmar en de nieuwe hertog van Beieren, Everhard van Beieren (zoon van Arnulf I van Beieren). Thankmar werd al snel gedood in de strijd en Everhard van Beieren werd vervangen door zijn oom Berthold als hertog van Beieren (938-945). Na een korte verzoening met Otto, verbond Everhard van Franken zich met Giselbert II van Maasgouw, Otto's jongere broer Hendrik I van Beieren en aartsbisschop Frederik van Mainz in een nieuwe opstand. Op 2 oktober 939 werden de opstandelingen verslagen in de slag bij Andernach. Giselbert verdronk tijdens een poging de Rijn over te vluchten, Everhard III van Franken werd gedood en zijn hertogdom werd tussen 939 en 1024 een direct eigendom van de kroon.
Everhard was waarschijnlijk gehuwd met Oda van Saksen. Samen kregen ze één dochter, Ingeltrude, echtgenote van Robert, markgraaf van Dijon.

## Voorouders
| Voorouders van Everhard III van Franken | Voorouders van Everhard III van Franken                           | Voorouders van Everhard III van Franken                           | Voorouders van Everhard III van Franken                           | Voorouders van Everhard III van Franken                           | Voorouders van Everhard III van Franken               | Voorouders van Everhard III van Franken               | Voorouders van Everhard III van Franken           | Voorouders van Everhard III van Franken           |
| --------------------------------------- | ----------------------------------------------------------------- | ----------------------------------------------------------------- | ----------------------------------------------------------------- | ----------------------------------------------------------------- | ----------------------------------------------------- | ----------------------------------------------------- | ------------------------------------------------- | ------------------------------------------------- |
| Overgrootouders                         | Gebhard (graaf van Lahngouw) (800-879) ∞ ? (-)                    | Gebhard (graaf van Lahngouw) (800-879) ∞ ? (-)                    | Koenraad I van Auxerre (800–863) ∞ Adelheid van Tours (-n 866)    | Koenraad I van Auxerre (800–863) ∞ Adelheid van Tours (-n 866)    | Karloman van Beieren (830-880) ∞ Liutwindis (830-891) | Karloman van Beieren (830-880) ∞ Liutwindis (830-891) | ? (–) ∞ ? (-)                                     | ? (–) ∞ ? (-)                                     |
| Grootouders                             | Udo (graaf van Lahngouw) (830-879) ∞ Judith van Bourgondië (835-) | Udo (graaf van Lahngouw) (830-879) ∞ Judith van Bourgondië (835-) | Udo (graaf van Lahngouw) (830-879) ∞ Judith van Bourgondië (835-) | Udo (graaf van Lahngouw) (830-879) ∞ Judith van Bourgondië (835-) | Arnulf van Karinthië (845-899) ∞ ? (-)                | Arnulf van Karinthië (845-899) ∞ ? (-)                | Arnulf van Karinthië (845-899) ∞ ? (-)            | Arnulf van Karinthië (845-899) ∞ ? (-)            |
| Ouders                                  | Koenraad de Oudere (855-905) ∞ Glismod (~865-924)                 | Koenraad de Oudere (855-905) ∞ Glismod (~865-924)                 | Koenraad de Oudere (855-905) ∞ Glismod (~865-924)                 | Koenraad de Oudere (855-905) ∞ Glismod (~865-924)                 | Koenraad de Oudere (855-905) ∞ Glismod (~865-924)     | Koenraad de Oudere (855-905) ∞ Glismod (~865-924)     | Koenraad de Oudere (855-905) ∞ Glismod (~865-924) | Koenraad de Oudere (855-905) ∞ Glismod (~865-924) |
| Everhard III van Franken (885-939)      |                                                                   |                                                                   |                                                                   |                                                                   |                                                       |                                                       |                                                   |                                                   |